# Fútbol femenino en los Juegos del Pacífico Sur 2003
El fútbol femenino fue uno de los deportes presentes en los Juegos del Pacífico 2003. Nueve selecciones nacionales disputaron las medallas en la rama femenil. Los equipos se dividieron en dos grupos, el primero de cinco y el segundo de cuatro, y los dos primeros de cada sector avanzaron a las semifinales cuyos ganadores pasaron a disputar la final por la medalla de oro.

## Estadio
| Nausori           | Nausori Suva | Suva                     | Suva           |
| ----------------- | ------------ | ------------------------ | -------------- |
| Ratu Cakobau Park | Nausori Suva | Estadio Nacional de Fiyi | Cathedral Park |

## Fase final
|                    | PJ | PG | PE | PP | GF | GC | GD  | Pts |
| ------------------ | -- | -- | -- | -- | -- | -- | --- | --- |
| Papúa Nueva Guinea | 6  | 4  | 1  | 1  | 22 | 6  | +16 | 13  |
| Guam               | 6  | 3  | 2  | 1  | 8  | 2  | +6  | 11  |
| Tonga              | 6  | 3  | 2  | 1  | 10 | 7  | +3  | 11  |
| Tahití             | 6  | 3  | 1  | 2  | 11 | 8  | +3  | 10  |
| Fiyi               | 6  | 3  | 1  | 2  | 11 | 8  | +3  | 10  |
| Vanuatu            | 6  | 1  | 1  | 4  | 17 | 12 | +5  | 4   |
| Kiribati           | 6  | 0  | 0  | 6  | 2  | 38 | -36 | 0   |

| 30 de junio de 2003 | Tonga                         | 3-2 | Vanuatu                 | Ratu Cakobau Park, Nausori, |                       |
| 09:00               | Misinale 41', 46' · Moala 47' |     | Kalsakau 12' · Taga 34' | Árbitra: Tammy Ogston       | Árbitra: Tammy Ogston |

| 30 de junio de 2003 | Kiribati | 0-13 | Papúa Nueva Guinea                                                                                 | Ratu Cakobau Park, Nausori, |                         |
| 11:00               |          |      | Siniu 12', 15', 44', 48', 71', 88' · Aka 14' · Lanta 17', 19' · Alau 61', 89' · Kig 68' · Apeh 79' | Árbitro(s): Andrew Moli     | Árbitro(s): Andrew Moli |

| 30 de junio de 2003 | Guam        | 1-0 | Fiyi | Ratu Cakobau Park, Nausori, |                       |
| 13:00               | Thomson 35' |     |      | Árbitra: Gidas Bayung       | Árbitra: Gidas Bayung |

| 2 de julio de 2003 | Tonga | 0-0 | Guam | Estadio Nacional de Fiyi, Suva,                     |                                                     |
| 16:00              |       |     |      | Asistencia: 700 espectadores Árbitra: Leone Rakaroi | Asistencia: 700 espectadores Árbitra: Leone Rakaroi |

| 2 de julio de 2003 | Vanuatu | 0-3 | Tahití                                  | Estadio Nacional de Fiyi, Suva,                    |                                                    |
| 18:00              |         |     | Marmouyet 33' · Taiarui 47' · Samin 65' | Asistencia: 700 espectadores Árbitra: Tammy Ogston | Asistencia: 700 espectadores Árbitra: Tammy Ogston |

| 2 de julio de 2003 | Fiyi        | 1-2 | Papúa Nueva Guinea | Estadio Nacional de Fiyi, Suva,                      |                                                      |
| 20:00              | Adireki 30' |     | Siniu 2' · Aka 15' | Asistencia: 1000 espectadores Árbitra: Harry Attison | Asistencia: 1000 espectadores Árbitra: Harry Attison |

| 4 de julio de 2003 | Fiyi                 | 2-0 | Kiribati | Ratu Cakobau Park, Nausori,                       |                                                   |
| 09:00              | Regu 18' · Vanua 77' |     |          | Asistencia: 600 espectadores Árbitra: Andrew Moli | Asistencia: 600 espectadores Árbitra: Andrew Moli |

| 4 de julio de 2003 | Tonga                                 | 3-1 | Papúa Nueva Guinea | Ratu Cakobau Park, Nausori,             |                                         |
| 11:00              | Misinale 29' · Moala 43' · Moimoi 79' |     | Apeh 84'           | Asistencia: 700 espectadores Árbitra: ? | Asistencia: 700 espectadores Árbitra: ? |

| 4 de julio de 2003 | Guam         | 0-0 | Tahití        | Ratu Cakobau Park, Nausori,                          |                                                      |
| 15:00              | Prisnell 29' |     | Marmouyet 41' | Asistencia: 800 espectadores Árbitra: Rajendra Singh | Asistencia: 800 espectadores Árbitra: Rajendra Singh |

| 5 de julio de 2003 | Kiribati | 0-5 | Guam                                                 | Estadio Nacional de Fiyi, Suva,                     |                                                     |
| 09:00              |          |     | Camacho 1', 11' · Hannah 6' · Hannah 47' · Young 87' | Asistencia: 500 espectadores Árbitra: Leone Rakaroi | Asistencia: 500 espectadores Árbitra: Leone Rakaroi |

| 5 de julio de 2003 | Papúa Nueva Guinea     | 2-2 | Vanuatu       | Cathedral Park, Suva,                            |                                                  |
| 11:00              | Barnabas 3' · Apeh 30' |     | Taga 30', 30' | Asistencia: 600 espectadores Árbitra: Jim Wright | Asistencia: 600 espectadores Árbitra: Jim Wright |

| 5 de julio de 2003 | Tahití        | 1-0 | Tonga | Cathedral Park, Suva,                              |                                                    |
| 13:00              | Marmouyet 83' |     |       | Asistencia: 700 espectadores Árbitra: Tammy Ogston | Asistencia: 700 espectadores Árbitra: Tammy Ogston |

| 7 de julio de 2003 | Guam       | 1-0 | Vanuatu | Ratu Cakobau Park, Nausori,                         |                                                     |
| 09:00              | Camacho 8' |     |         | Asistencia: 700 espectadores Árbitra: Leone Rakaroi | Asistencia: 700 espectadores Árbitra: Leone Rakaroi |

| 7 de julio de 2003 | Tonga                  | 2-1 | Kiribati  | Ratu Cakobau Park, Nausori,                       |                                                   |
| 11:00              | Moimoi 24' · Moala 70' |     | Teuea 48' | Asistencia: 700 espectadores Árbitra: Andrew Moli | Asistencia: 700 espectadores Árbitra: Andrew Moli |

| 7 de julio de 2003 | Fiyi                     | 3-1 | Tahití        | Ratu Cakobau Park, Nausori,                       |                                                   |
| 13:00              | Taga 31', 67' · Ratu 39' |     | Marmouyet 30' | Asistencia: 1000 espectadores Árbitra: Jim Wright | Asistencia: 1000 espectadores Árbitra: Jim Wright |

| 9 de julio de 2003 | Papúa Nueva Guinea | 1-0 | Guam | Ratu Cakobau Park, Nausori,                      |                                                  |
| 09:00              | Siniu 69'          |     |      | Asistencia: 700 espectadores Árbitra: Jim Wright | Asistencia: 700 espectadores Árbitra: Jim Wright |

| 9 de julio de 2003 | Kiribati  | 1-5 | Tahití                                  | Ratu Cakobau Park, Nausori,                         |                                                     |
| 11:00              | Teuea 10' |     | Marmouyet 5', 82' · Samin 26', 50', 62' | Asistencia: 600 espectadores Árbitra: Leone Rakaroi | Asistencia: 600 espectadores Árbitra: Leone Rakaroi |

| 9 de julio de 2003 | Fiyi                        | 3-2 | Vanuatu             | Ratu Cakobau Park, Nausori,                        |                                                    |
| 11:00              | Adireki 36', 79' · Regu 49' |     | Taga 5' · Maleb 21' | Asistencia: 1000 espectadores Árbitra: Andrew Moli | Asistencia: 1000 espectadores Árbitra: Andrew Moli |